# Cmentarz żydowski w Kobylej Górze
Cmentarz żydowski w Kobylej Górze – został założony w końcu XVIII wieku i znajduje się w lesie (okolice ośrodka wypoczynkowego Nad zalewem). Został zniszczony w 1943. W okresie PRL dewastacja cmentarza postępowała - rozrzucone nagrobki leżały na zalesionym po wojnie terenie cmentarza. W 1992 roku teren kirkutu został uporządkowany, z ocalałych macew zbudowano lapidarium, wmurowano również tablicę pamiątkową ku czci żydowskich mieszkańców Kobylej Góry. Do naszych czasów zachowało się kilkadziesiąt nagrobków z inskrypcjami w języku hebrajskim oraz niemieckim.